# Борис Хагелин
Борис Цезар Вилхелм Хагелин (швед. Boris Caesar Wilhelm Hagelin; Адшикент, 2. јул 1892 — Цуг, 7. септембар 1983) је био проналазач машине за шифровање, машински инжењер по образовању и бизнисмен.

## Биографија
Његова породица је једна грана породице Нобел и живели су у Баку-у (или негде на Кавказу) где су се бавили нафтом. За време Октобарске револуције одлучили су да је сигурније да се врате за Шведску. Дуг пут од Бакуа до Шведске су успели да пређу живи захваљујући злату којим су плаћали слободу пролаза.
Борис је био особа чијом се интелигенцијом породица (очигледно погрешно) није поносила па су одлучили да му хлеб обезбеде тако што ће да послати да студира машинство. Студирао је на каљевском институту за технологију у Стокхолму. Факултет је завршио 1914. и запослио се у шведској пошти на месту неког писара..
Волео је да се игра зупчаницима и као имућан човек запослио је два прецизна механичара да му праве зупчанике по његовим нацртима. Ускоро је уз помоћ зупчаника и других делова направио механичку машину за шифровање порука. Неки његови познаници су за потребе бизниса купили неколико машина од њега. Ускоро су почеле да стижу поруџбине које су га натерале да да отказ у пошти и да отвори своју малу радионицу.
Отац му је био један од власника у компанији које је производила електричне моторе. Борис је зато послат у компанију да штити интерсе фамилије. 1925 је преузео компанију и 1932. претворио је у компанију за производњу машина за шифровање.
Године 1941, бежећи испред немачких трупа пребегао је из Шведске, све преко Берлина до Женеве у Швајцарској, заједно са својим цртежима и идејама. Ту је основао још једну компанију за прозводњу шифрантских машина.
Одмах је понудио своје услуге америчкој армији која му је створила све неопходне услове. Фирма му је за време рата практично радила у Америци. Развио је током рата неколико модела машина за шифровање порука а један модел М-209, који је усвојила америчка армија, је оборио све рекорде, који ни данас нису превазиђени, тј произведен је у серији која је била већа од више десетина хиљада комада. Хагелин је на превару продавао компромитоване машине разним купцима. Историчар Дејвид Кан је сугерисао да је Хагелин био једини произвођач машина за шифровање који је икада постао милионер.
По завршетку рата радио је још пар година а онда одлучио да се повуче из бизниса тј – пензионише. Одлучио је да живи у Швајцарској. Лети да борави у планинском делу а зими на југу где је клима топлија.
Али је поново активирао фирму у Швајцарској тј. Направио од ње је једну од најугледнијих фабрика шифрантских уређаја на свету.
Ускоро (1959) је стигао и амерички капитал. Комбинација „неутрална“ Швајцарска и амерички капитал су омогућили извоз скоро у сваку земљу света.
Седамдесетих година двадесетог века са појавом микропроцесора, развојне лабораторије његове фирме су избациле прве шифрантске уређаје базиране на електронским компонетама. Хагелин је рекао да су то глупости и да нема правог шифрантског уређаја без зупчаника. Време је показало да није био у праву.
Умро је у 91. години, ипак, за таблом за цртање.